# Eggeröder Brunnen

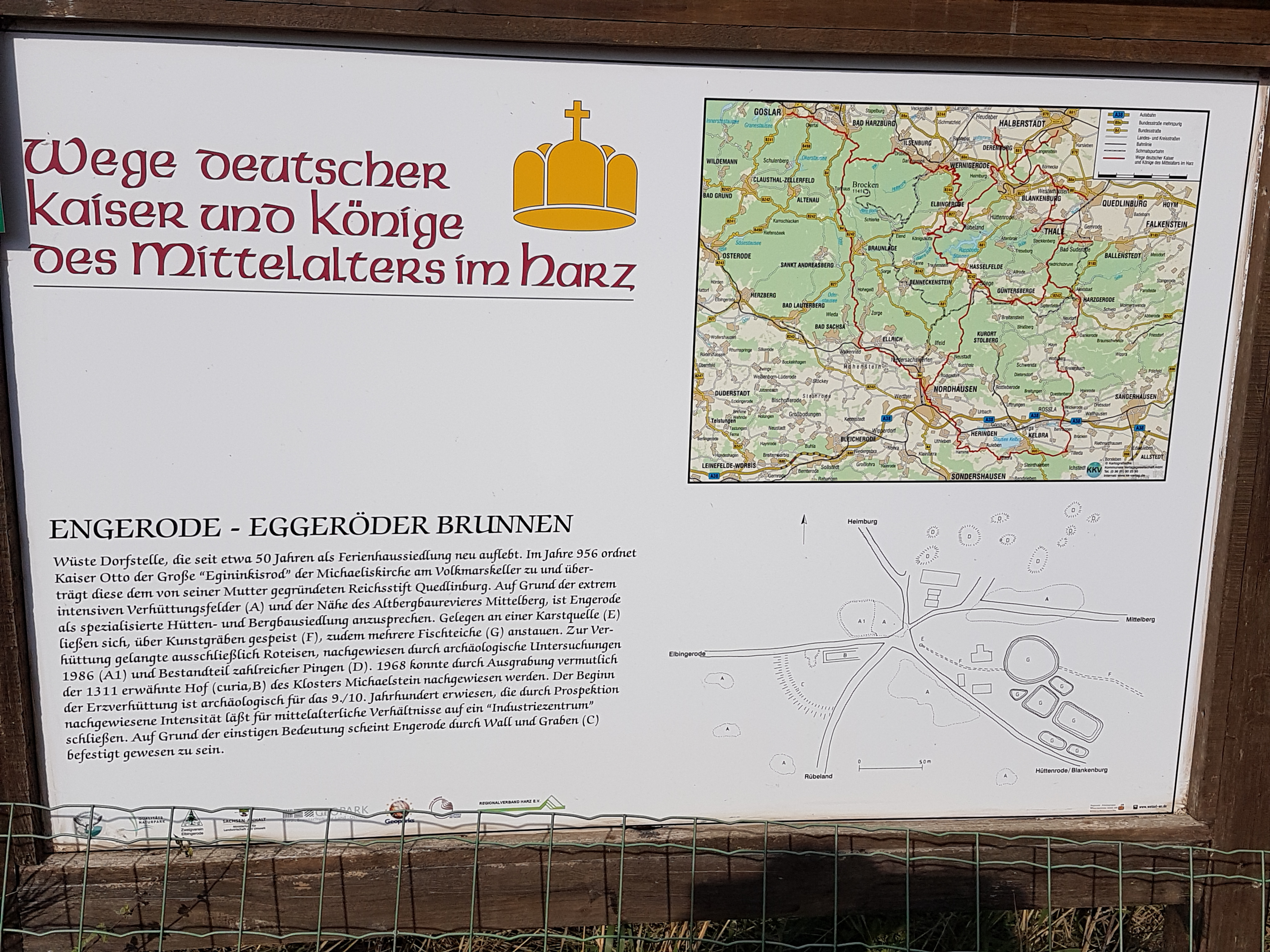
Infotafel Eggeröder Brunnen

Die Waldsiedlung Eggeröder Brunnen ist ein Ortsteil von Elbingerode (Harz), das zur Stadt Oberharz am Brocken gehört. Die Siedlung liegt im Bereich einer Wüstung und der dort gelegenen, namensgebenden Quelle. Der Ort ist heute, mit teils im Gelände eines ehemaligen Ferienlagers gelegenen Unterkunftsbetrieben, eine Ferienhaussiedlung.

## Wüstung und Siedlung
Am Quellgebiet lag früher ein 956 von König Otto I. urkundlich als Egininkisrod nachgewiesener Ort, in dem der Ort der Michaeliskirche am Volkmarskeller zugeordnet wurde und somit an Quedlinburg geschenkt. Dieser existierte bereits seit dem  9./10. Jahrhundert. Im Mittelalter war der Ort als Engerode ein bedeutender Hüttenort. Nach dem Auslaufen der Bergbauphase fiel der Ort wüst.
1152 wurde Egininkisrod ein Wirtschaftshof des Klosters Michaelstein und ist 1173 als dominicale Engerode als Zubehör des Klosters nachgewiesen. Die nächste urkundliche Erwähnung stammt aus dem Jahr 1311, als curia des Klosters. Der genaue Zeitpunkt ist unbekannt. Aus dem Jahr 1733 ist der Ort bereits wüst und auf einer Hüttenroder Flurkarte nur noch als Engeröder Born bezeichnet. Das in der Nähe gelegene Forsthaus, welches wohl auch noch auf dem Gebiet der Wüstung liegt, ist ab 1820 durch einen geometrischen Grundriss des Forstreviers Heimburg nachgewiesen. Auf einer geschichtlichen Karte Wernigerodes von Gustav Reischel aus dem Jahr 1912 wird die Wüstung als Ecgihartingerode bezeichnet. In jüngerer Zeit wurde der Ort als Ferienhaus-Waldsiedlung wiederbelebt.
1946 wurde die Siedlung zu Ehren von Heinrich Jasper in Jasperode umbenannt. Dieser Name wird seit 1990 nicht mehr offiziell verwendet, ist aber noch der Name einer der Straßen in dieser Siedlung.
Am Eggeröder Brunnen wurden 1986 Reste einiger Rennöfen zur Eisengewinnung ausgegraben und über 110 Scherben gefunden. Die Begleitscherben reichen zurück bis ins 10. Jahrhundert. An den Mauerresten wurde nach 1990 mit Sondierungsgrabungen begonnen.
Außerhalb der heutigen Siedlung sind als Spuren der früheren Siedlung einige Wege erhalten. Ein Weg führt, vom Forstort Kröppel kommend, auf die ehemals zentralen Bauten zu und weiter über eine weitere Wüstung nach Rübeland. Am Waldrand ist dieser Weg über eine Weggabelung noch erkennbar. Auf älteren Karten, noch bis mindestens 1820, ist der Weg als Rübeländer Weg eingezeichnet. Ein zweiter, vom Volkmarskeller kommender Weg überquert den Goldbach über eine Furt, führt an Pingen vorbei und mündet oberhalb der Quelle Eggeröder Brunnen in eine Wegkreuzung. Der letzte Abschnitt dieses Weges, auf dem wohl ehemals Eisenerze vom Mittelberg zur Verhüttung transportiert wurden, liegt im Bereich der heutigen Siedlung und wird wieder genutzt. Der alte Weg hat bis zu drei nebeneinander liegende Fahrspuren. Der dritte Weg, mit bis zu sechs Fahrspuren, kommt von Hüttenrode, führt am Waldrand des Waddekenholz vorbei und endet an der Rippenbach-Quelle. Dort lag früher eine Schäferei, weswegen der Weg auf einer alten Karte auch als Hammeltrift eingetragen ist.

## Brunnen

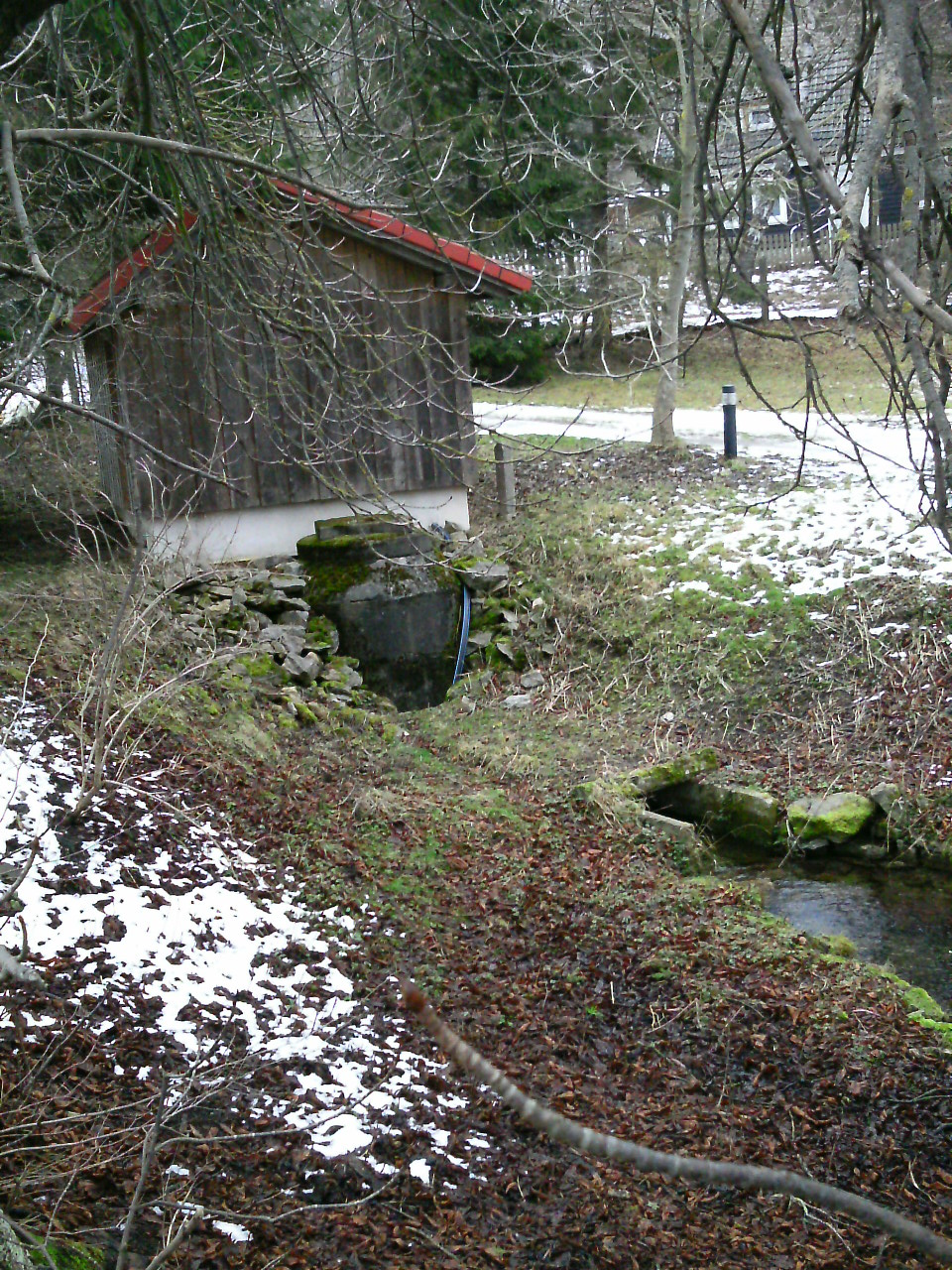
Die Karstquelle Eggeröder Brunnen

Der Eggeröder Brunnen ist eine eingehauste Karstquelle inmitten des gleichnamigen Ortes. Er gilt als Quelle des Goldbachs. Das im Massenkalk entspringende Quellwasser wird im Ort zu einem Teich aufgestaut.
Als noch Bergbau in der Gegend um Elbingerode betrieben wurde, wurde das Wasser der Quelle über mehrere Kunstgräben abgeführt und in mehreren Teichen aufgestaut.
Die Baumgruppe am Eggeröder Brunnen steht unter Naturschutz.